# Egon Haar
Egon Haar (* 14. September 1947 in Judenburg) ist ein österreichischer Ingenieur und Hochschullehrer.

## Leben
Nach seinem Ingenieurstudium an der Montanuniversität Leoben studierte Egon Haar Hüttenwesen, Betriebs- und Energiewirtschaft, 1976 schloss er mit Dipl.-Ing ab. 1982 promovierte er. Bis 1996 war er in leitender Funktion bei den Stadtwerken Judenburg beschäftigt. Danach hatte er mehrere Lehraufträge an der Montanuniversität Leoben, der ETH Zürich, der TH Darmstadt, der Universität Graz und an der Fachhochschule Kufstein.
Zusammen mit Ernst Hackenberg entwickelte Egon Haar eine flexible Abdeckung für Kanalschächte, die 2002 auf der 51. Erfindermesse Eureka in Brüssel mit dem Ehrenpreis Dienst am Fortschritt sowie der höchsten Anerkennung, dem Grand Prix d’Innovation 2002 ausgezeichnet wurde.